# Parafia Ducha Świętego w Chronowie
Parafia Ducha Świętego w Chronowie – parafia rzymskokatolicka, znajdująca się w diecezji tarnowskiej, w dekanacie Lipnica Murowana.